# Woodsia pulchella
Woodsia pulchella är en hällebräkenväxtart som beskrevs av Antonio Bertoloni. Woodsia pulchella ingår i släktet Woodsia och familjen Woodsiaceae. Inga underarter finns listade.